# Костицкий, Михаил Васильевич
Михаил Васильевич Костицкий (род. 1947) — советский и украинский государственный деятель и учёный, доктор юридических наук (1990), профессор (1994); член-корреспондент Национальной академии педагогических наук Украины (НАПНУ, 1992), академик Национальной академии правовых наук Украины (1993), генерал-лейтенант (1999).
Автор более 150 научных трудов, в том числе 16 монографий и нескольких учебников.

## Биография
Родился 11 ноября 1947 года в селе Заречье Надворнянского района Ивано-Франковской области Украинской ССР.

### Образование
В 1971 году окончил юридический факультет Львовского государственного университета (в настоящее время Львовский национальный университет имени Ивана Франко), в 1982 году окончил психологическое отделение факультета повышения квалификации Московского государственного университета.
В 1978 году защитил кандидатскую диссертацию на тему «Информационное обеспечение профилактики преступлений : (На материалах УССР)», а в 1990 году — докторскую диссертацию на тему «Использование специальных психологических знаний в советском уголовном процессе».

### Деятельность
После окончания школы, с 1965 года, работал в строительной бригаде совхоза «Надворнянский», затем был лаборантом Заречанской восьмилетней школы Надворнянского района. После окончания вуза, в 1971—1973 годах — консультант по судебной работе отдела юстиции Львовского облисполкома. С октября 1973 года — ассистент кафедры уголовного права и процесса Львовского университета. В 1974 году Костицкий был направлен на стажировку в отдел судебной психологии Института прокуратуры в Москве. С 1975 года практиковал как эксперт-психолог, специализируясь на проведении судебно-психологических, комплексных психолого-психиатрических и медико-психологических экспертиз. В 1977—1978 годах продолжил обучение в Москве в аспирантуре Всесоюзного научно-исследовательского института по изучению причин и проблем предупреждения преступности.
В 1978—1994 годах последовательно занимал должности: старший преподаватель, доцент кафедры уголовного права и процесса, профессор кафедры теории и истории государства и права, заведующий кафедрой психологии философского факультета, декан юридического факультета Львовского государственного университета имени Ивана Франко. Под его руководством защищено более двадцати кандидатских и десяти докторских диссертаций.
В 1995—1997 годах Михаил Костицкий — проректор по научной работе Украинской академии внутренних дел. С октября 1996 по октябрь 2005 года судья Конституционного суда Украины. Вице-президент Ассоциации психологов Украины в 1989—2005 годах.
Занимался общественной деятельностью: был народным депутат Украины 2-го созыва (04.1994 — 10.1996), являлся членом группы «Державність». Был председателем подкомиссии по правовой политике и законодательству по вопросам правовой и судебно-правовой политики, а также членом комиссии по науке и народному образованию.
Был награждён орденом «За заслуги» III степени (2002), II стпени (2008) и I степени, а также медалями СССР и Украины. Удостоен почётного звания «Заслуженный юрист Украины» (1996).